# Politická antropologie
Politická antropologie (jako součást kulturní či sociální antropologie) je vědní obor, který zkoumá, jakým způsobem jsou společnosti vnitřně strukturovány.

## Formy politického uspořádání
1. Acefalické společnosti – tlupy (bands). Skupina bez pevně daného vůdce, většinou se tento typ objevuje u skupin lovců a sběračů (kdy skupina dosahuje maximálního počtu několika desítek jedinců), vůdčí osobnost se etabluje na základě síly (nejlepší lovec), nebo jako duchovní vůdce (šaman), tyto dva posty koexistují paralelně. Vůdce v těchto skupinách nevelí, ale navrhuje, jeho slovo má velkou váhu, ale není zákonem, není soudcem, ale spíše mediátorem. V těchto skupinách také působí obrovská sociální kontrola.
2. Kmen (tribe) – zahradnické a pastevecké kultury, u kterých je hlavní politickou jednotkou vesnice (250–500 jedinců). Autoritu má tzv. headman (české slovo náčelník tuto funkci nevystihuje a je používáno u jiného typu společnosti), který svou funkci zastává z důvodu určitých kvalit (má velký majetek, nejlepší pole apod.), je pro kmen hlavním "sponzorem" – financuje festivaly, rituály. Headman není dědičný titul a většinou bývá jeho moc omezena vesnickou radou.
3. Segmentární organizace – pastevecké společnosti. Nemají headmana, spory se řeší uvnitř klanu. (Např. Nuerové – Súdán)
4. Náčelnictví (chiefdom) – intenzivní zemědělské a pastevecké společnosti. Území "kmene" je rozsáhlejší, náčelník (chief) je vůdcem i mimo svou rodnou vesnici. Lid mu odvádí dávky, ale na oplátku má ochranu. V těchto společnostech se již projevuje centralizace a sociální nerovnost. Často vidíme u náčelníků jejich snahu legitimizovat své postavení původem od boha, ducha apod. Náčelník je oprávněn soudit a trestat.
5. Stát – intenzivní zemědělské společnosti. Projevuje se silná centralizace. Náležitosti státu: geografické vymezení (hranice), status občanství, právo a zákon, vláda.[zdroj?]